# Slobodan Marković (poète)
Pour les articles homonymes, voir Marković.
Slobodan Marković (en serbe cyrillique : Слободан Марковић ; né le 26 octobre 1928 à Skopje - mort le 30 janvier 1990 à Belgrade) était un poète serbe, également connu sous le pseudonyme de Libero ou de Libero Markoni.

## Biographie
Slobodan Marković est né en 1928 à Skopje, où son père Dimitrije servait comme officier dans l'armée. Il passa son enfance à Peć et à Belgrade ; il termina ses études secondaires au Deuxième lycée de la capitale serbe. En 1943, il a été prisonnier au camp de concentration de Smederevska Palanka.
Parmi ses recueils de poésie figurent Sedam ponoćnih kazivanja kroz ključaonicu et Jednom u gradu ko zna kom (1980). En tout, il a publié 62 ouvrages ; deux autres livres de lui ont été publiés après sa mort, Južni bulevar et Zapiši to, Libero, grâce à sa femme Ksenija Šukuljević-Marković. Il fut également traducteur, journaliste à Borba, peintre et bohème. Il a également écrit le scénario du film Les Boxeurs vont au paradis (Bokseri idu u raj) de Branko Čelović (1967).
Slobodan Marković est mort le 30 janvier 1990 et il est enterré dans l'Allée des citoyens méritants du Nouveau cimetière de Belgrade.

## Récompense
En 1975, Slobodan Marković a obtenu le prix de poésie Zmaj, décerné par la Matica srpska de Novi Sad, pour son livre Luka.